# Droga krajowa nr 89 (Polska)
Droga krajowa nr 89 (DK89) – droga krajowa o długości 10 km przebiegająca w całości przez Gdańsk. Łączy terminal promowy Westerplatte z węzłem Gdańsk Port na południowej obwodnicy Gdańska.
Powstała na podstawie zarządzenia nr 60 Generalnej Dyrekcji Dróg Krajowych i Autostrad z dnia 20 grudnia 2013, które obowiązuje od 1 stycznia 2014.
Na drogowskazach węzła Gdańsk Port znajdujących się przy drodze ekspresowej S7 nie występuje oznaczenie DK89.

## Dopuszczalny nacisk na oś
Na drodze dopuszczalny jest ruch pojazdów o nacisku pojedynczej osi do 11,5 tony z wyjątkiem określonych miejsc oznaczonych znakiem zakazu B-19.

## Przebieg
- Westerplatte
- Przeróbka
- Rudniki
- Olszynka